# Candela per vierkante meter
Candela per vierkante meter (symbool cd/m2 of cd m−2) is een afgeleide SI-eenheid voor luminantie, gebaseerd op de candela en de (vierkante) meter. Deze eenheid wordt wel aangeduid als nit, maar dat is geen SI-benaming.

## Nit
De nit (symbool nt) is een eenheid voor luminantie, gelijk aan de candela per vierkante meter,
1 nt = 1 cd/m2